# تک‌شاخ

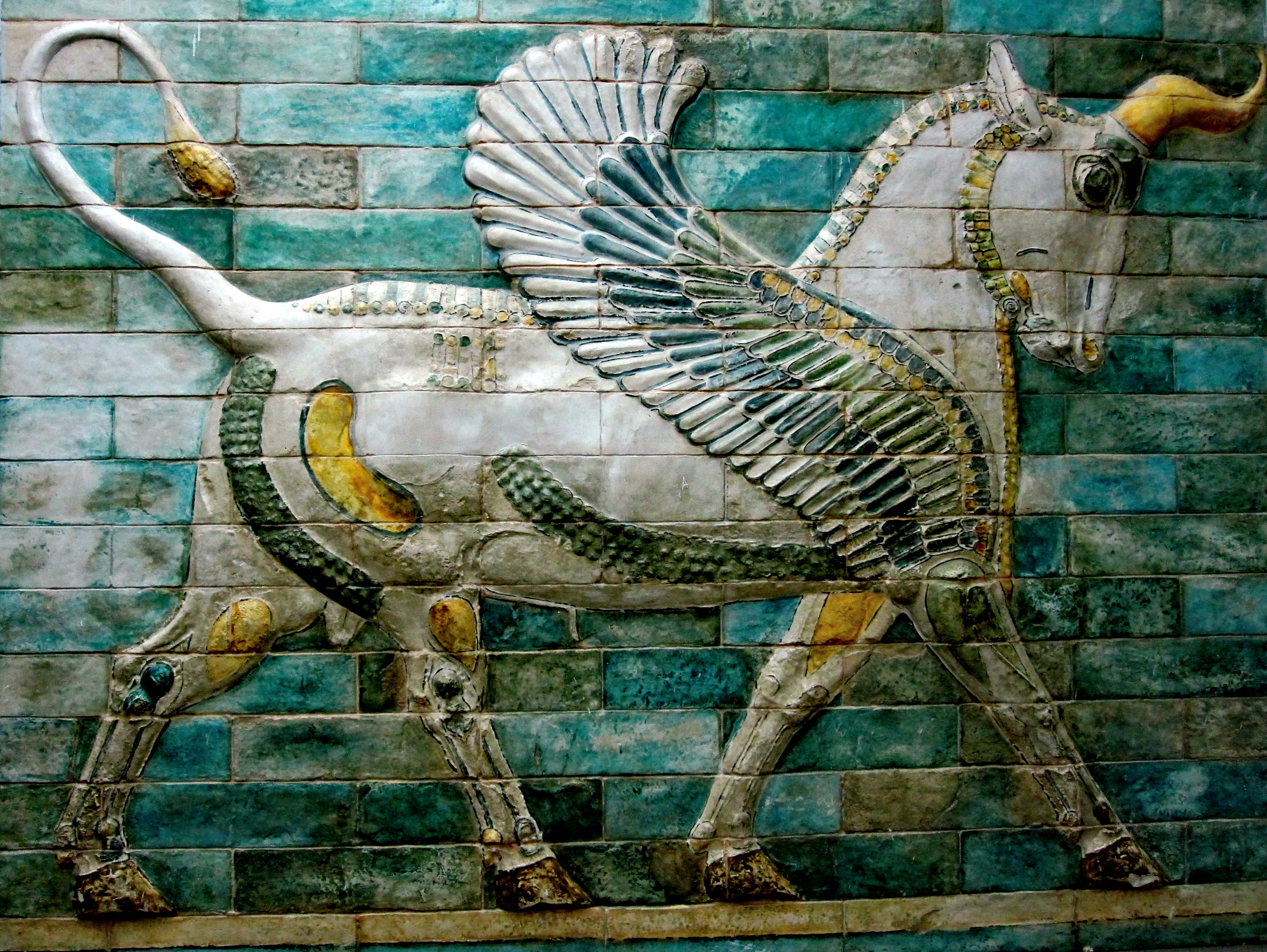
تک‌شاخ در کاخ آپادانای شوش

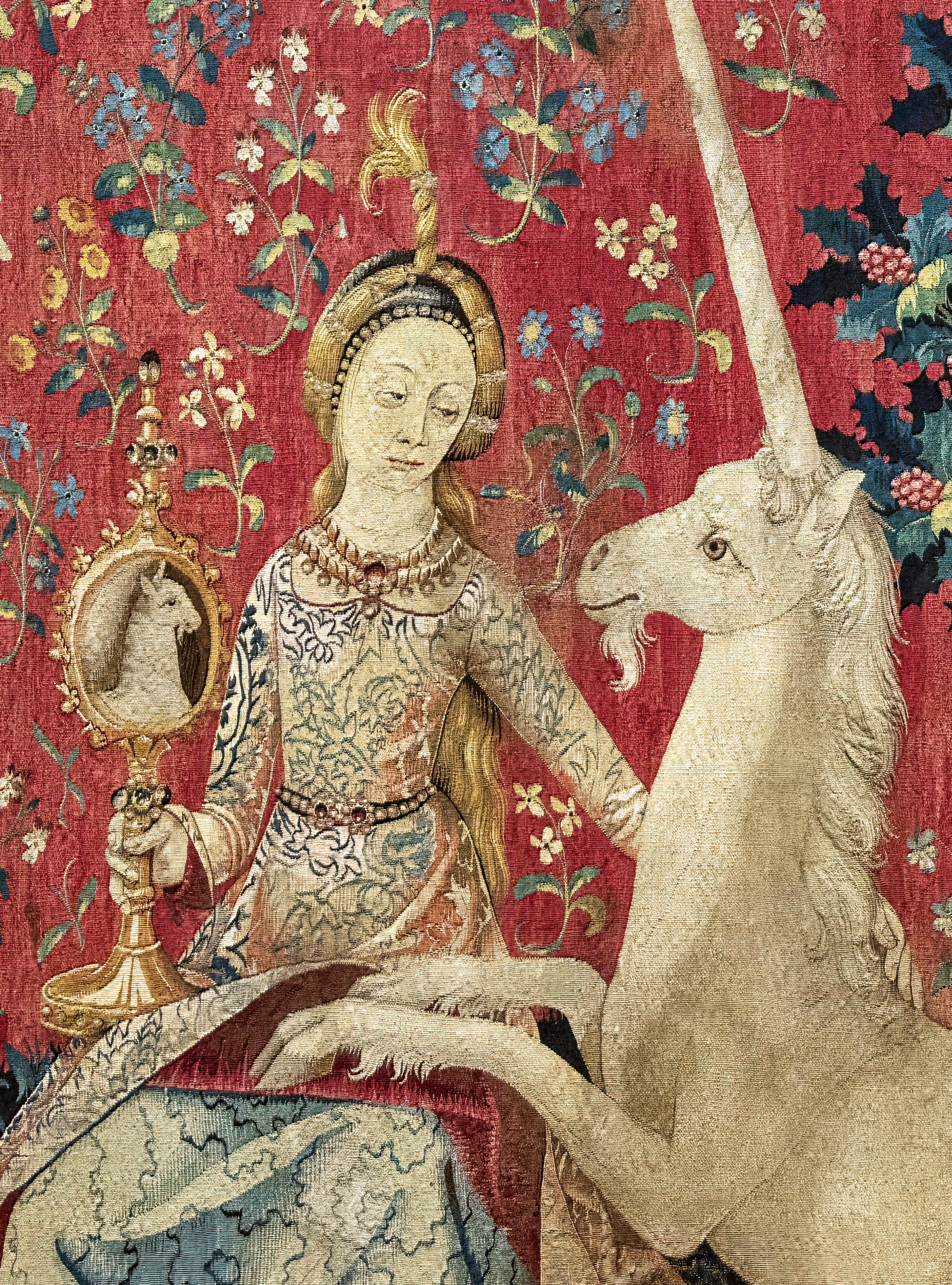
La Dame à la licorne اثری از قرن ۱۵ میلادی

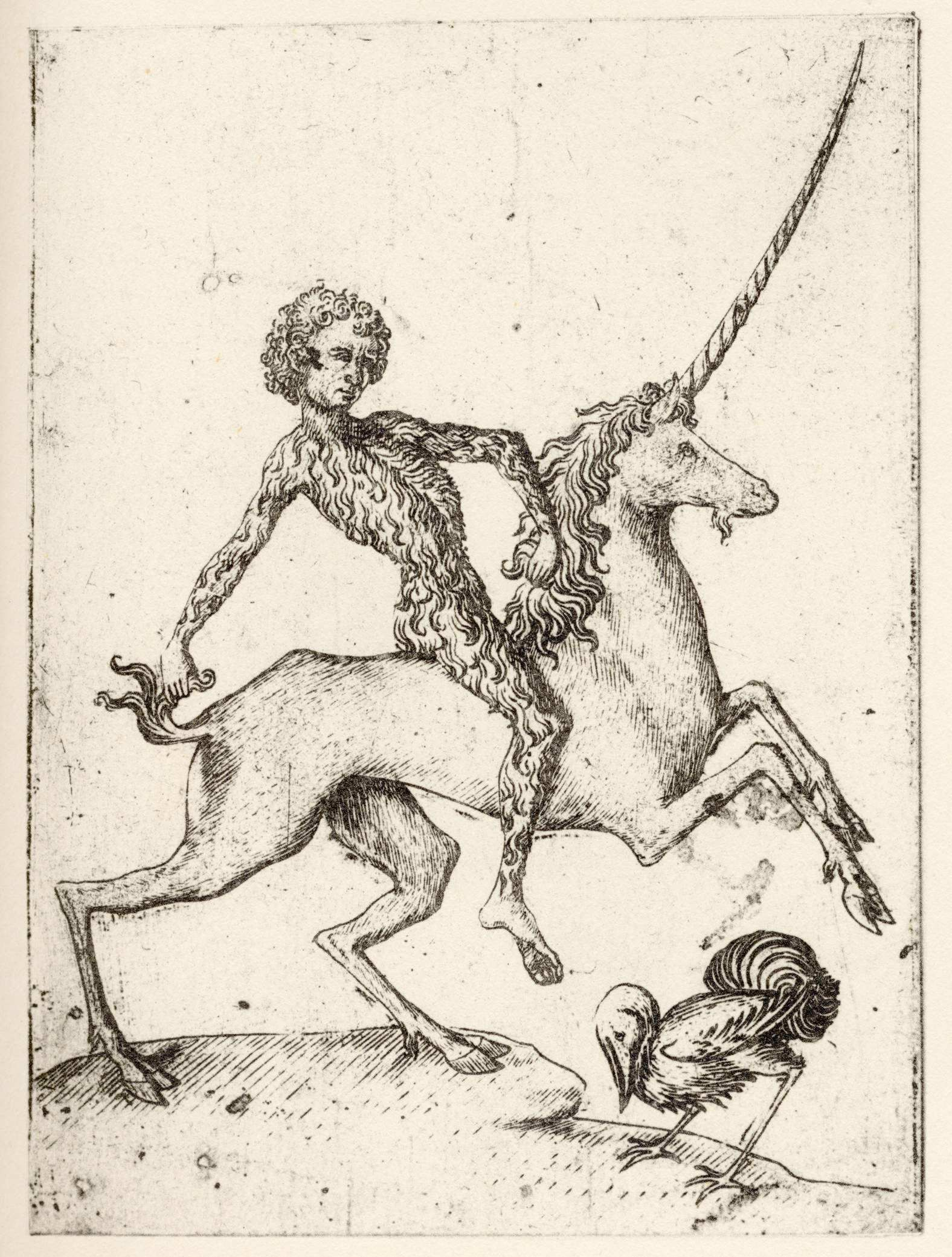

تک‌شاخ یا یونیکورن (به لاتین: Unicorni) نام موجودی  افسانه ای در اروپای کهن و قرون وسطی است. با این وجود اسب تک شاخ در اساطیر دیگر فرهنگ‌ها نیز دیده شده است.
تک‌شاخ موجودی افسانه‌ای به شکل اسب با یک شاخ روی سر است و بعضی از آنها نیز دارای بال هستند. بر پایه افسانه‌ها، تک شاخ‌ها را نمی‌توان به آسانی شکار کرد، زیرا بسیار چابک هستند. آن‌ها زنان و دختران را به مردان ترجیح می‌دهند و برخی می‌گویند که آن‌ها فقط توسط زنان رام می‌شوند. در افسانه‌ها آمده است که تک‌شاخ‌ها توانایی درمان هر بیماری را دارندواگر کسی مانند یک بانویا دوشیزه مهربان با انها رفتار کند اومیتواند فرد قدرت مندی باشد.

## ویژگی‌های ظاهری
اسب تک‌شاخ اسبی سفید و زیبا با یال‌های بلند است که در افسانه‌های اکثر نقاط اروپا از آن یاد شده است.
این موجود تخیلی بدنی به شکل اسب و شاخی در بالای سر خود دارد که غالباً به شکل مارپیچ است.
تک‌شاخ‌ها در ابتدای کره بودنشان، طلایی رنگند و پس از آن در سیر بلوغ به رنگ نقره‌ای در می‌آیند و بعد از بلوغ کامل سفید رنگ می‌شوند. آن‌ها عموماً از اسب‌های عادی لاغرتر ولی بلندترند. تک‌شاخ‌ها بر باورهای قدیمی بوی شیرین‌مانندی می‌دهند و بسیار گرم و لطیف هستند.

## ریشه تصور تک‌شاخ‌ها
ریشه اصلی تولد این موجود افسانه‌ای مشخص نیست. برخی می‌گویند که این افسانه از یونان سرچشمه می‌گیرد، اما به خاطر گستردگی داستان‌هایی با شخصیت تک‌شاخ در کل اروپا و به خصوص شمال اروپا نمی‌توان آن را کاملاً جز اساطیر یونان نام برد.∗
این احتمال نیز می‌رود که افسانه تک‌شاخ از شبه‌نهنگ تک‌شاخ، گونه‌ای نهنگ ساکن آب‌های قطب شمال، سرچشمه گرفته باشد.

### ریشه تک‌شاخ کنونی

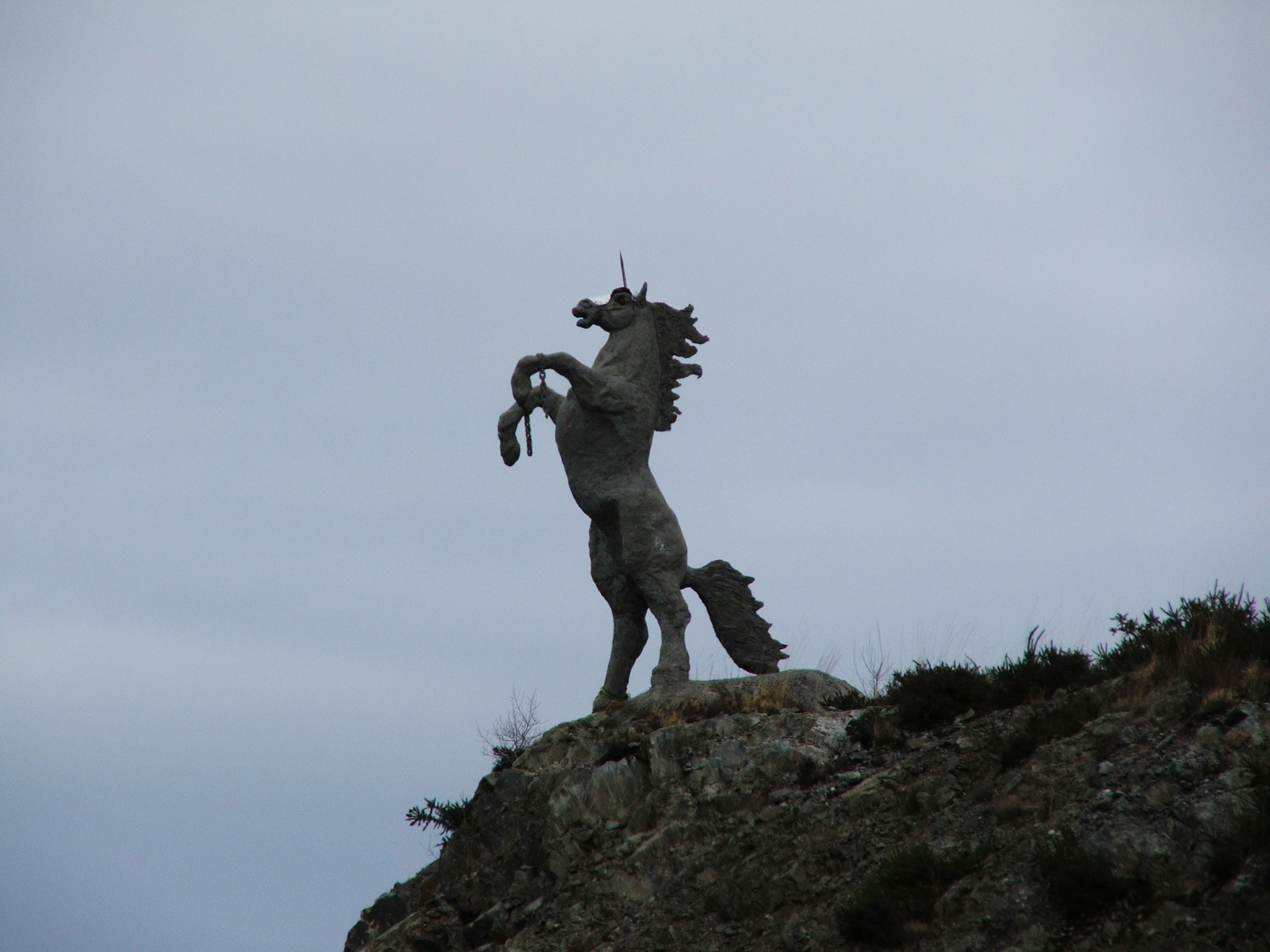
تندیسی از تک‌شاخ در ایرلند

تک‌شاخ‌های کنونی با تک شاخ‌های افسانه‌های گذشته اروپا بسیار متفاوت است.
تک‌شاخ‌های سفید و بزرگی که شاخی چند متری بر سر داشتند و صورتشان کمی گرد تر از اسب بود در طول زمان دستخوش تغییراتی شدند که آن‌ها را به صورت اسبی سفید و لاغر با شاخی مارپیچ و کوتاه و یال‌های بلند درآورد.
ریشه این تک‌شاخ‌های کنونی هم مشخص شده نیست اما گمان می‌رود که این تک‌شاخ از دانمارک و اسکاندیناوی ریشه می‌گیرد. 
در افسانه‌های عامیانه روسی تک‌شاخی وجود دارد به نام ایندریک که نام ایندریک نیز از واژه روسی ادینوروگ Единорог گرفته شده است که معنای تک‌شاخ می‌دهد.

## نگارخانه

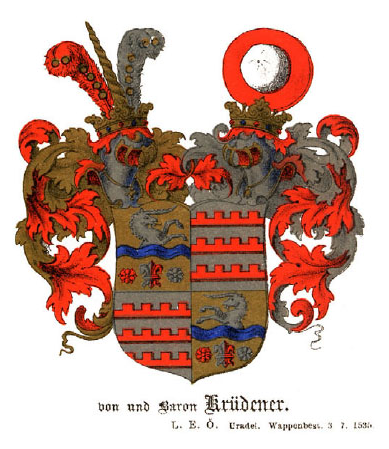
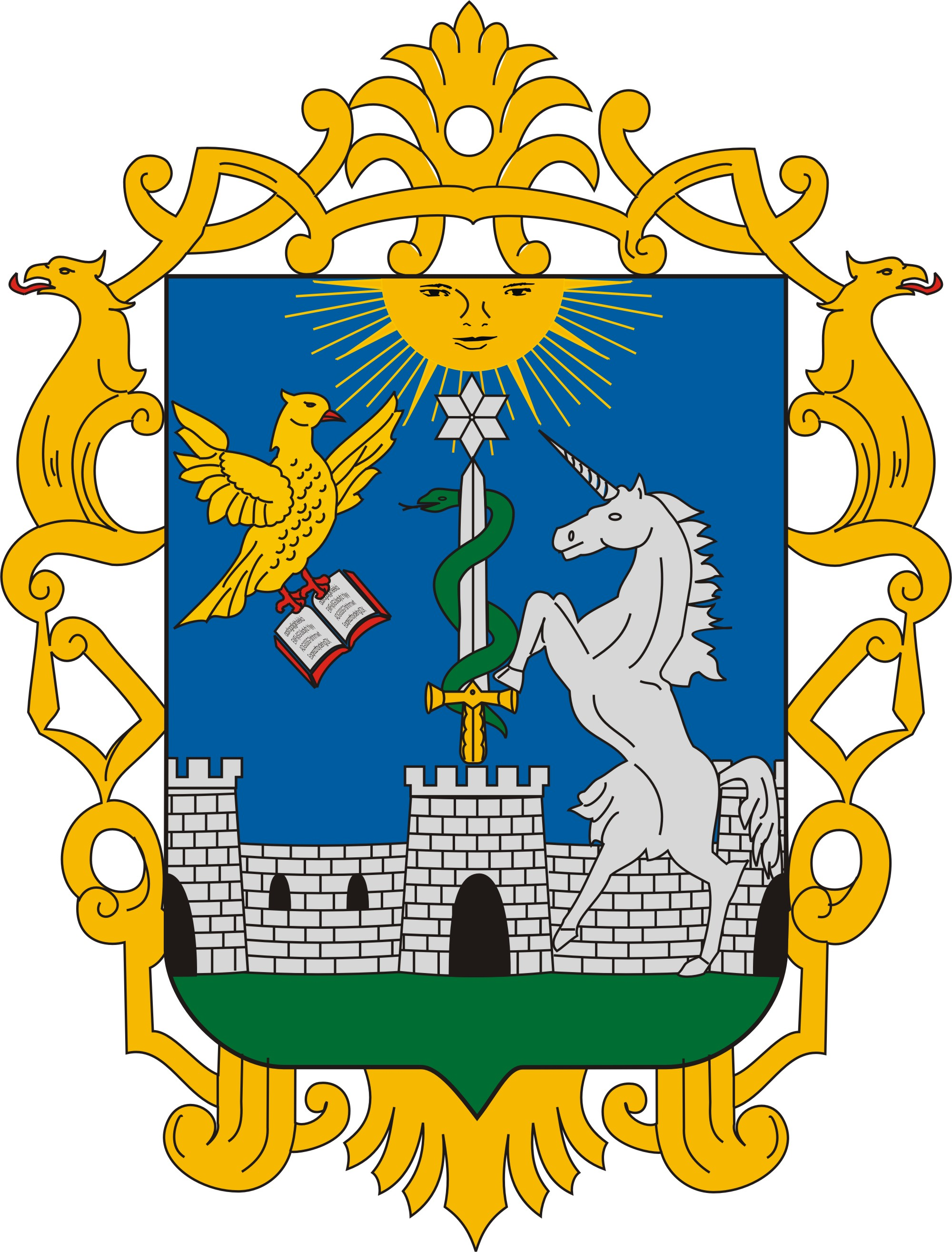